# Патриаршеска базилика
Патриаршеска базилика (на латински: Patriarchalis basilica) е титул в Римокатолическата църква за големи базилики, седалища на католически епископи, носещи титлата патриарх.
Понастоящем действащи са само две:
- Сан Марко във Венеция;
- Възкресение Христово в Йерусалим.

Катедралите на лисабонския патриарх – Лисабонската катедрала и на патриарха на Източна Индия – Санта Катарина в Гоа нямат ранг на базилики и са патриаршески катедрали.